# Avia BH-1
Авиа BH-1 (чеш. Avia BH-1) — чехословацкий спортивный и экспериментальный самолёт, первый построенный самолёт компанией Avia. Модель была разработана конструкторами Павлом Бенешем и Мирославом Хайном. Первый полёт выполнен 13 октября 1920 года.

## История создания и эксплуатация
Машина создавалась как двухместная, однако первый её вариант BH-1 ехр (BH-Exprevit) оснащённый двигателем Austro-Daimler мощностью 30 л. с. не позволял производить безопасный полёт с пассажиром и задняя кабина была закрыта листом металла.
Вскоре после первого полёта BH-1 ехр был представлен на первой чехословацкой международной авиационной выставке в Индустриальном дворце в Праге. На выставке машина привлекла большое внимание, и президент Чехословакии Масарик выделил фирме Авиа для дальнейшего развития 100 000 крон.
Весной следующего года на самолёте был установлен более мощный двигатель Гном Omega в 47 л. с., что позволило открыть заднюю кабину и установить в ней кресло. Версия самолёта получившая название BH-1 bis совершила первый взлёт 20 мая 1921 года.
В сентябре 1921 года BH-1 bis участвовал в первой крупной чехословацкой авиационной гонке. Гонка, проведенная 18 сентября по трассе Прага — Оломоуц — Нитра — Братислава — Оломоуц — Прага протяжённостью 850 км, принесла BH-1 специальный приз, машина пришла к финишу без штрафных очков.
27 августа 1922 года BH-1 принял участие в авиашоу в городе Пльзень, но в том же году самолёт получил повреждения и больше не восстанавливался.
В период с 1997 по 2001 годы была создана летающая копия (реплика) BH-1.

## Конструкция

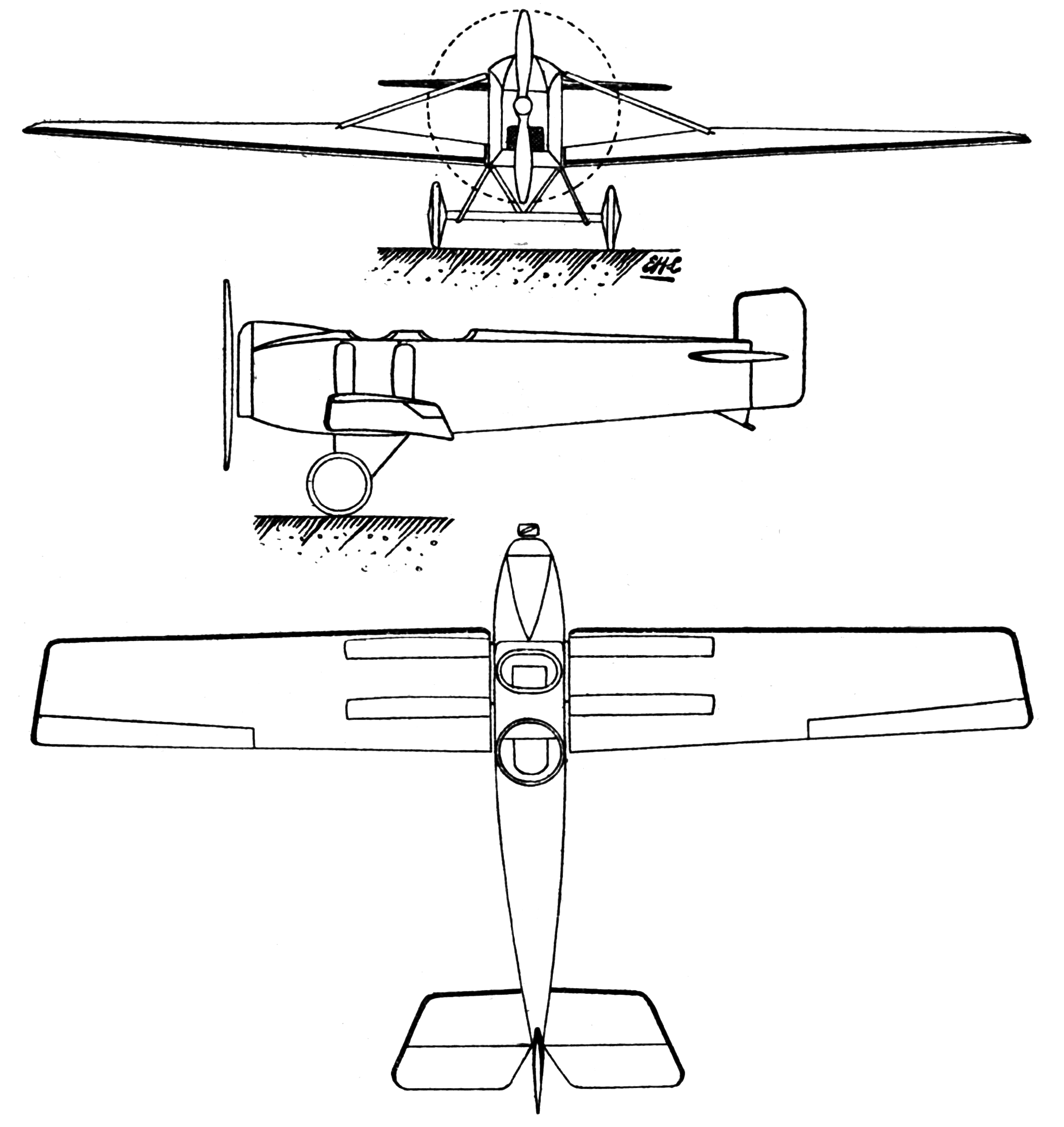
Проекции BH-1

BH-1 представлял собой низкоплан с толстым профилем крыла. Крыло усилено двумя парами стоек, прикрепленными к фюзеляжу. Конструкция деревянная. Двигатель Austro-Daimler мощностью 30 л. с., впоследствии заменен на Gnome Omega в 47 л. с.

### Технические характеристики
- Экипаж: 1 (2) чел.
- Длина: 5,70 (5,7) м
- Размах крыла:
- Высота: 2,05 (2,12) м
- Площадь крыла: 10,40 м²
- Профиль крыла:
- Масса пустого: 265 (270) кг
- Масса снаряжённого:
- Нормальная взлётная масса: 405 (490) кг
- Максимальная взлётная масса:
- Двигатель Austro-Daimler (Gnome Omega)
- Мощность: 1 x 30 (1 х 47) л. с.

### Лётные характеристики
- Максимальная скорость: 121 (137) км / ч
  - у земли:
  - на высоте м:
- Крейсерская скорость: 90 (100) км / ч
- Практическая дальность: 410 км
- Практический потолок: 2000 (3500) м
- Скороподъёмность: 10 (7) мин на 1000 м
- Нагрузка на крыло: кг/м²
- Тяговооружённость: Вт/кг
- Максимальная эксплуатационная перегрузка:[1]

Данные в скобках относятся к BH-1 bis.